# قارچ‌های زنگاری میکسیومایستس
قارچ‌های زنگاری میکسیومایستس (نام علمی: Mixiomycetes) نام یک رده از subdivision قارچ‌های زنگاری است.